# Annemarie Forder
Pour les articles homonymes, voir Forder.
Annemarie Forder, née le 31 janvier 1978 à Gold Coast, est une tireuse sportive australienne.

## Carrière
Annemarie Forder participe aux Jeux olympiques de 2000 à Sydney où elle remporte la médaille de bronze dans l'épreuve du pistolet à 10 mètres.